# Bahnhof Waterloo East

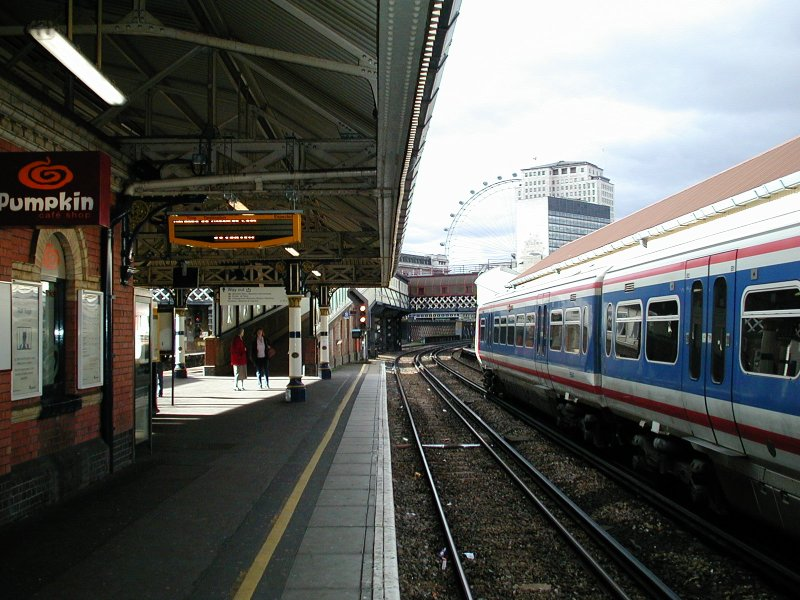
Bahnhof Waterloo East mit einem Dreischienengleis

Waterloo East ist ein Bahnhof in London. Er liegt im Stadtbezirk London Borough of Lambeth in der Travelcard-Tarifzone 1. Der Bahnhof ist durch eine Fußgängerbrücke mit dem Bahnhof Waterloo verbunden, ansonsten aber betrieblich völlig eigenständig. Im Jahr 2013 wurde er von 6,794 Millionen Fahrgästen genutzt.

## Geschichte
Eröffnet wurde der Bahnhof unter dem Namen Waterloo Junction im Januar 1869 durch die South Eastern Railway. Ab 1935 hieß er Waterloo Eastern, seit Mai 1977 trägt er die heutige Bezeichnung.
Ursprünglich bestand eine wenig genutzte Gleisverbindung zwischen Waterloo East und dem Bahnhof Waterloo, die über die Zugangsrampe führte. In H. G. Wells’ Roman Der Krieg der Welten gibt es eine Szene, in der auf diesem Gleis Truppentransportzüge verkehren, die zu einem der Landeplätze der Marsbewohner unterwegs sind.

## Anlage
Waterloo East ist ein Durchgangsbahnhof auf der Strecke zur Endstation Charing Cross. Hier halten Züge in die südöstlichen Vororte sowie nach Surrey, Sussex und Kent. Die Bahnsteige haben Buchstaben statt Nummern, um Verwechslungen mit den Bahnsteigen im benachbarten Bahnhof Waterloo zu vermeiden.
Fahrkarten sind nur aus Automaten erhältlich. Fahrgäste, die zum Fahrkartenschalter möchten, müssen sich in den Hauptteil des Bahnhofs begeben. Es besteht eine Verbindung zur 1999 eröffneten U-Bahn-Station Southwark der Jubilee Line. Der Bahnhof wird von der Gesellschaft Southeastern verwaltet.